# N351 (België)
De N351 (Bevrijdingslaan) is een autoweg in Brugge. Hij verbindt de kleine ring (R30) met de westelijke grote ring (N31) en loopt langsheen de zuidrand van de wijk Kristus-Koning en doorheen het industrieterrein Waggelwater.
De weg is ongeveer 2 kilometer lang, is uitgevoerd met 2 x 2 rijstroken en ligt grotendeels op de voormalige bedding van de spoorlijnen Brugge - Blankenberge en Brugge - Oostende.
De straatnaam verwijst naar de Canadese troepen die via deze weg Brugge hebben bevrijd tijdens de Tweede Wereldoorlog.
Straten en pleinen in Brugge met een artikel op Wikipedia: